# 위보라
위보라(한국 한자: 魏寶羅, 1984년 1월 24일 음력 (1983년 12월 22일) ~)은 대한민국의 배우이자 현대 무용가이다 본관은 장흥 위씨 (長興 魏氏)

## 생애
위보라는 1984년 1월 24일 서울특별시에서 태어나 유년시절 광주광역시에서 자랐다. 광주수피아여자고등학교를 거쳐 고등학교 졸업후 서울로 상경하고 한국예술종합학교를 졸업하고 한국예술종합학교 대학원 실기과를 졸업하였다. 지금 현재 현대무용가이다.

## 학력
- 2000년 ~ 2002년 광주수피아여자고등학교 (졸업)
- 2002년 ~ 2005년 한국예술종합학교 무용원 실기과 (졸업)
- 2008년 ~ 2010년 한국예술종합학교 대학원 실기과 (졸업)
- 2016년 ~ 2020년 푸아티에대학교 대학원 FLE (졸업)
- 2021년 ~ 2023년 한양대학교 대학원 공연예술학과 (졸업)

## 영화
- 2013년 《마스터 클래스의 산책》
- 2011년 《처용무》

## 수상
- 2005년 제35회 동아무용콩쿠르 현대무용 일반부 여자 금상
- 2005년 제2회 서울국제무용콩쿠르 컨템포러리무용 시니어 여자 2위